# Лапше-Нижнє (гміна)
Гміна Лапше-Нижнє (пол. Gmina Łapsze Niżne) — сільська гміна у південній Польщі. Належить до Новотарського повіту Малопольського воєводства.
Станом на 31 грудня 2011 у гміні проживало 9087 осіб.

## Площа
Згідно з даними за 2007 рік площа гміни становила 124.79 км², у тому числі:
- орні землі: 54.00%
- ліси: 35.00%

Таким чином, площа гміни становить 8.46% площі повіту.

## Населення
Станом на 31 грудня 2011:
| Опис     | Загалом | Загалом | Чоловіки | Чоловіки | Жінки | Жінки |
| -------- | ------- | ------- | -------- | -------- | ----- | ----- |
| одиниця  | осіб    | %       | осіб     | %        | осіб  | %     |
| все      | 9087    | 100     | 4496     | 49.48    | 4591  | 50.52 |
| міське   | 0       | 100     | 0        |          | 0     |       |
| сільське | 9087    | 100     | 4496     | 49.48    | 4591  | 50.52 |

## Сусідні гміни
Гміна Лапше-Нижнє межує з такими гмінами: Буковіна-Татшанська, Новий Тарґ, Чорштин.